# Hyphessobrycon saizi
Hyphessobrycon saizi är en fiskart som beskrevs av Géry, 1964. Hyphessobrycon saizi ingår i släktet Hyphessobrycon och familjen Characidae. Inga underarter finns listade i Catalogue of Life.